# Оклахома-Сити (аэропорт)
Аэропо́рт и́мени Уи́лла Ро́джерса также известный как Аэропо́рт Оклахо́ма-Си́ти (англ. Will Rogers World Airport), (ИАТА: OKC, ИКАО: KOKC, FAA LID: OKC) — гражданский аэропорт, расположенный в десяти километрах к юго-западу от делового центра города Оклахома-Сити (Оклахома), США. Аэропорт является главным коммерческим авиаузлом столичного района Оклахомы.
Аэропорт назван в честь известного ковбоя и комического актёра Уилла Роджерса, родившегося в Оклахоме и погибшего в 1935 году в результате авиакатастрофы вместе с авиатором Уилом Постом, в честь которого был назван ещё один гражданский аэропорт Оклахома-Сити — Аэропорт имени Уила Поста. Название Аэропорт имени Уилла Роджерса не является стандартным для аэропортов США, поскольку не содержит в себе названия города или населённого пункта, в котором он расположен (аналогичное название носит, например, Международный аэропорт имени Джона Кеннеди в Нью-Йорке).
Аэропорт имени Уилла Роджерса является одним из немногих крупных аэропортов штата Оклахома, которые не имеет в своём маршрутном расписании международных рейсов. Тем не менее, Уилл Роджерс занимает первое место среди всех аэропортов штата по объёму пассажирских перевозок. По итогам 2007 года услугами аэропорта воспользовалось более 3,74 миллионов человек.

## История
В период Второй мировой войны Аэропорт имени Уилла Роджерса являлся одной из основных авиабаз Военно-воздушных сил Армии США и одним из главных тренировочных центров военной авиации США.
Ниже перечислены наиболее известные авиационные группы военно-воздушных сил США, базировавшиеся в аэропорту в период Второй мировой войны:
- 48-я истребительная группа, 22 мая 1941 — 7 февраля 1942 года;
- 86-я истребительная группа, 10 февраля 1942 — 20 июня 1942 года;
- 47-я бомбардировочная группа (лёгкие), 16 февраля 1942 — 18 июля 1942 года;
- 311-я истребительная группа, 2 марта 1942 — 4 июля 1942 года;
- 312-я бомбардировочная группа (лёгкие), июнь 1942 — август 1942 года;
- 44-я бомбардировочная группа (тяжёлые), июль 1942 — 28 августа 1942 года;
- 46-я бомбардировочная группа (лёгкие), ноябрь 1942 — октябрь 1943 года;
- 416-я бомбардировочная группа (лёгкие), 5 февраля 1943 — 4 июня 1943 года;
- 417-я бомбардировочная группа (лёгкие), 28 марта 1943 — 4 августа 1943 года;
- 409-я бомбардировочная группа (лёгкие), 1 июня 1943 — октябрь 1943 года;
- 410-я бомбардировочная группа (лёгкие), 1 июля 1943 — октябрь 1943 года;
- 411-я бомбардировочная группа (лёгкие), 1 августа 1943 — 15 августа 1943 года;
- 9-я группа аэрофотосъёмки (авиаразведка), 1 октября 1943 — 6 мая 1944 года;
- 2-я разведывательная группа ВВС США, 7 октября 1943 — 1 мая 1944 года;
- 70-я разведывательная группа ВВС США, 14—30 ноября 1943 года.

После завершения процедуры начальной подготовки на авиабазе данные подразделения впоследствии переводились на другие авиабазы ВВС США для окончательной подготовки пилотов и перебазирования за границу.

## Пассажирский терминал
В начале 1960-х годов в эпоху начала реактивных полётов для обеспечения возросших объёмов пассажирских авиаперевозок были снесены два конкорса прежнего здания терминала аэропорта и построен один крупный терминал с современной инфраструктурой и большими пассажирскими залами. Также были проведены работы по обновлению внешнего вида здания аэровокзала и озеленению района аэропорта.
Второй этап реконструкции и модернизации аэропортового комплекса был завершён в ноябре 2006 года. В результате проведённых работ пассажирский терминал эксплуатирует 17 выходов на посадку (гейтов) в Западном конкорсе (гейты с номерами 1-12) и Центральном конкорсе (гейты с номерами 14-24), залы получения багажа с багажными каруселями, зоны регистрации билетов, рестораны, бар, комнаты отдыха пассажиров и торговые зоны аэровокзала.
В аэропорту работает сервис беспроводного доступа в Интернет Wi-Fi. В настоящее время Аэропорт имени Уилла Роджерса завершает работы по строительству новой крытой парковки, способной увеличить число парковочных мест для автомобилей на 40 % в сравнении с ныне существующим объёмом парковки в 5500 автомобильных мест.
Третий этап реконструкции аэропортового комплекса включает в себя расширение пассажирского терминала в восточном направлении и введение в эксплуатацию новых 26 гейтов, девять из которых будут оборудованы телескопическими трапами. В новом конкорсе будут работать службы иммиграционного и таможенного контроля и аэропорт сможет ввести обслуживание пассажирских рейсов на международных направлениях. Дата начала третьего этапа реконструкции аэропорта на данный момент пока не объявлялась.

## Авиакомпании и пункты назначения
Ежедневно Аэропорт имени Уилла Роджерса обслуживает более 70 регулярных коммерческих рейсов, выполняемых 22 авиакомпаниями по более, чем 19 городам страны. Значительная часть маршрутов представляет собой рейсы в крупные транзитные аэропорты (хабы) США.

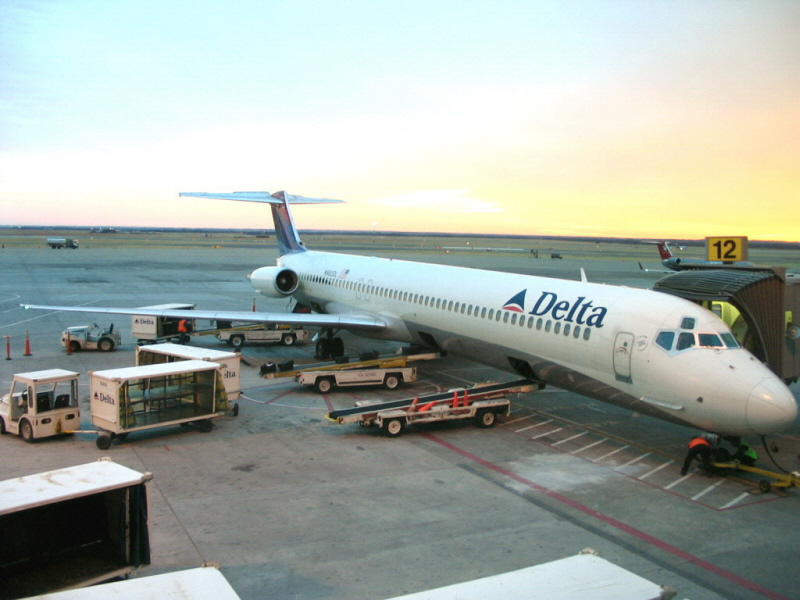
MD-88 авиакомпании Delta Air Lines в Аэропорту имени Уилла Роджерса

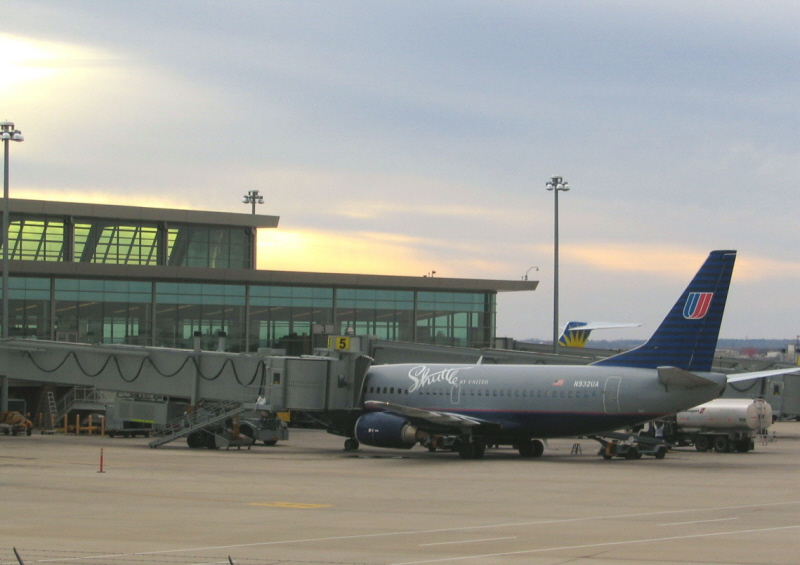
Boeing 737 авиакомпании United Airlines в Аэропорту имени Уилла Роджерса

### Грузовые авиакомпании
- FedEx Express
- UPS Airlines